# Liga Nacional de Nueva Zelanda 1976
La Liga Nacional de Nueva Zelanda 1976 fue la séptima edición de la antigua primera división del país. Fue la primera vez en la que un equipo recién ascendido, en este caso el Wellington Diamond United, se proclamó campeón. El Christchurch United finalizó octavo, quedando por primera vez fuera de los tres primeros equipos.

## Ascensos y descensos
| Pos | de la Liga Nacional |
| --- | ------------------- |
| 10º | Wellington City     |

| Pos | de la Promoción           |
| --- | ------------------------- |
| 1º  | Wellington Diamond United |

## Equipos participantes
| Equipo                      | Ciudad       | Liga            |
| --------------------------- | ------------ | --------------- |
| University-Mount Wellington | Auckland     | Northern League |
| Blockhouse Bay              | Auckland     | Northern League |
| Eastern Suburbs             | Auckland     | Northern League |
| North Shore United          | North Shore  | Northern League |
| Stop Out                    | Lower Hutt   | Central League  |
| Gisborne City               | Gisborne     | Central League  |
| Wellington Diamond United   | Wellington   | Central League  |
| Christchurch United         | Christchurch | Southern League |
| New Brighton AFC            | Christchurch | Southern League |
| Caversham AFC               | Dunedin      | Southern League |

## Clasificación
| Pos | Equipo                      | PJ | G  | E | P  | GF | GC | Dif | Pts |
| --- | --------------------------- | -- | -- | - | -- | -- | -- | --- | --- |
| 1   | Wellington Diamond United   | 18 | 13 | 1 | 4  | 31 | 29 | 2   | 27  |
| 2   | University-Mount Wellington | 18 | 10 | 3 | 5  | 33 | 17 | 16  | 23  |
| 3   | Caversham AFC               | 18 | 8  | 6 | 4  | 40 | 26 | 14  | 22  |
| 4   | New Brighton AFC            | 18 | 10 | 1 | 7  | 31 | 27 | 4   | 21  |
| 5   | Blockhouse Bay              | 18 | 6  | 5 | 7  | 24 | 22 | 2   | 17  |
| 6   | Eastern Suburbs             | 18 | 6  | 5 | 7  | 31 | 32 | -1  | 17  |
| 7   | North Shore United          | 18 | 6  | 4 | 8  | 28 | 29 | -1  | 16  |
| 8   | Christchurch United         | 18 | 7  | 2 | 9  | 21 | 23 | -2  | 16  |
| 9   | Stop Out                    | 18 | 4  | 4 | 10 | 25 | 41 | -26 | 12  |
| 10  | Gisborne City               | 18 | 3  | 3 | 12 | 21 | 39 | -18 | 9   |

J: partidos jugados; G: partidos ganados; E: partidos empatados; P: partidos perdidos; GF: goles a favor;
 GC: goles en contra; DG: diferencia de goles; Pts: puntos
|  | Desafiliación para la próxima temporada |

| Bandera de Nueva Zelanda                    |
| Campeón Wellington Diamond United 1º título |